# Ada (Oklahoma)
Ada ist eine Stadt im Pontotoc County, Oklahoma, in den Vereinigten Staaten von Amerika. Das U.S. Census Bureau hat bei der Volkszählung 2020 eine Einwohnerzahl von 16.481 ermittelt. Ada ist Sitz der Regierung von Pontotoc County (Oklahoma). Ada ist auch die Hauptstadt des Volkes der Chickasaw-Indianer. Die Stadt wurde nach Ada Reed, der Tochter des ersten Postmeisters der Stadt, Jeff Reed, benannt.

## Geschichte
In den 1890er Jahren ließen sich Familien in Daggs Prairie nieder, einem Gebiet der Chickasaw Nation, das nach den Familien von James und John Daggs benannt wurde. Der Erstsiedler Jeff Reed schlug den Namen seiner Tochter als Postamtsbezeichnung vor, und am 10. Juli 1891 wurde die Siedlung als „Ada“ bekannt.
Ada wurde am 1. April 1901 offiziell gegründet und einen Tag später erschien mit dem Ada Star die erste Zeitung. Sie diente als Medium für Organisationen wie den Freimaurern, Sorosis, der Twentieth Century und dem 25.000 Club (aus dem später die Handelskammer wurde) um über ihre Aktivitäten zu berichten.
Die Anbindung an die St. Louis–San Francisco Railway sorgte für ein schnelles Wachstum. Innerhalb eines Jahrzehnts hielten auch die Züge der Santa Fe und Oklahoma Central Railway in der Stadt. 1910 erreichte Ada die Einwohnerzahl von 4.349. 1940 vervierfachte sie sich fast auf 15.143 Einwohner. Die Wirtschaft der Gemeinde wurde anfangs vom Baumwollanbau dominiert. Die vielen Saloons der Stadt und die damit verbundenen Probleme brachten Ada einen schlechten Ruf ein. Im Jahr 1908 gab es 36 Morde. Der Lynchmord an vier angeklagten Mördern, darunter der berüchtigte „Shotgun“ Jim Miller, durch die Bürgerwehr am 19. April 1909 gilt als symbolisches Ende der Wildwest-Ära.
Die Frauen von Ada setzten sich unermüdlich für die Errichtung einer Schule in der Gemeinde ein. Es wurden Versammlungen abgehalten, Spenden gesammelt und nach erfolgreicher Lobbyarbeit bei Gouverneur Charles Haskell kam es 1909 zur Gründung des East Central College (die heutige East Central University). 1910 errichtete die Portland Cement Company in Ada Oklahomas erste Zementklinkeranlage, die im Trockenverfahren arbeitete und mit Kohle befeuert wurde. 1916 begann die American Glass Casket Company mit der Herstellung von Glassärgen, doch das Unternehmen erwies sich als Fehlschlag. Im Jahr 1928 kaufte Hazel Atlas (später Brockway Glass) das Werk und produzierte bis 1991 Glasartikel.
1923 gab es in Ada die beiden Faust- und Breco-Krankenhäuser. Die klimatisierte Sugg Clinic, oft „Little Mayo“ genannt, wurde 1933 eröffnet. Das Gebäude wurde 1999 in das National Register of Historic Places aufgenommen (NR 99001426). In späteren Jahren wurden das Valley View Regional Hospital (1986) und das Rolling Hills Psychiatric Hospital (1988) errichtet.
Einer der Söhne der Stadt, Robert S. Kerr, US-Senator und ehemaliger Gouverneur von Oklahoma, beeinflusste die Wahl Adas als Standort für eines von sieben Bundeslabors für Wasserverschmutzung. 1966 wurde das 2,5 Millionen Dollar teure Robert S. Kerr Environmental Research Center eröffnet.
1975 wurde in Ada der Hauptsitz der Chickasaw Nation eröffnet, der Stammesmitgliedern eine Gesundheitseinrichtung, Kliniken, Bildungsprogramme, Beschäftigungs- und Ausbildungsmöglichkeiten, soziale Dienstleistungen, Gemeinschaftshilfe und Wohnraum bietet.

## Justizskandale
Ada war in der jüngeren Vergangenheit Schauplatz zweier relativ bekannter Justizskandale.

### Mordfall Debbie Carter
In seinem Sachbuch The Innocent Man (dt. Titel: Der Gefangene) hat John Grisham den Justizskandal um Ronald Williamson und Dennis Fritz beschrieben, der in Ada vonstattengegangen war. Der psychisch kranke Ronald Williamson war zu Unrecht wegen Mordes zum Tode verurteilt worden und saß elf Jahre in der Todeszelle, bevor der Fall neu aufgerollt werden konnte und seine Unschuld bewiesen wurde. Grisham erhebt schwere Anschuldigungen gegen die damals zuständigen Ermittler und Justizorgane, die teilweise heute noch im Dienst sind.
Williamson und Fritz erstritten nach ihrer Rehabilitierung in einem zivilen Rechtsstreit gegen die Stadt Ada Schadensersatzzahlungen in Millionenhöhe. Seitdem wurde bereits zweimal die Grundsteuer erhöht, um die fälligen Zahlungen leisten zu können.

### Mordfall Denice Haraway
Auch in diesem Fall wurden zwei junge Männer, Tom Ward und Karl Fontenot, zunächst zum Tode verurteilt, obwohl die Beweislage äußerst fragwürdig war. Die beiden Beschuldigten hatten den Ermittlern erzählt, sie hätten davon geträumt, die Tat begangen zu haben. Dies wurde dann im Prozess als volles Geständnis der Tat gewertet (sogenannte „dream confessions“). Weiterhin hatten die Ermittlungsbehörden bis zum Prozess nicht die Leiche des Opfers finden können (das amerikanische Recht erlaubt den Nachweis eines Tötungsdeliktes allerdings in manchen Fällen auch bei Nichtvorhandensein einer Leiche).
In späteren Berufungsverfahren wurden die Todesurteile aufgehoben, beide Verurteilten verbüßen jetzt lebenslange Freiheitsstrafen ohne die Möglichkeit einer vorzeitigen Erlassung.
Der Fall wurde von dem New Yorker Journalisten Robert Mayer in dem Buch „The Dreams of Ada“ aufgearbeitet.

## Sehenswürdigkeiten
- Chickasaw Nation Visitor Center

## Einträge im National Register of Historic Places
- Ada Public Library
- Bebee Field Round House
- East Central State Normal School
- F.W. Meaders House
- Mijo Camp Industrial District
- Pontotoc County Courthouse
- Sugg Clinic
- Wintersmith Park Historic District

## Marskrater
Nach Ada ist ein Marskrater benannt.

## Persönlichkeiten aus Ada
- Jeremy Castle – Country-Star
- Dan Cody – National Football League – Defensive end
- Taylor Elizabeth Dye (* 1995) – Sängerin und Mitglied des Country-Duos Maddie & Tae
- Bill Hale (1922–2011) – Schauspieler
- Robert S. Kerr (1896–1963) – US-Senator und Gouverneur von Oklahoma
- Zac Maloy – Sänger und Gründungsmitglied der Post-grunge-Band The Nixons
- Dwayne O’Brien – Sänger und Gründungsmitglied der Country-Band Little Texas
- Dave Richard Palmer (* 1934) – Generalleutnant der US Army
- Oral Roberts (1918–2009) – Heilungsprediger, Fernsehevangelist und Unternehmer
- Blaine Saunders (* 1993) – Schauspielerin
- Lee Shaw (1926–2015) – Jazz-Pianistin und Komponistin
- Blake Shelton (* 1976) – Country-Star
- Jeremy Shockey (* 1980) – National Football League – Tight end
- Ron Williamson (1953–2004) – Früherer Minor-League-Baseball-Spieler und unschuldig zum Tode Verurteilter, dessen Geschichte in dem Sachbuch Der Gefangene von John Grisham erzählt wird